# Suchy Wierch Olczyski

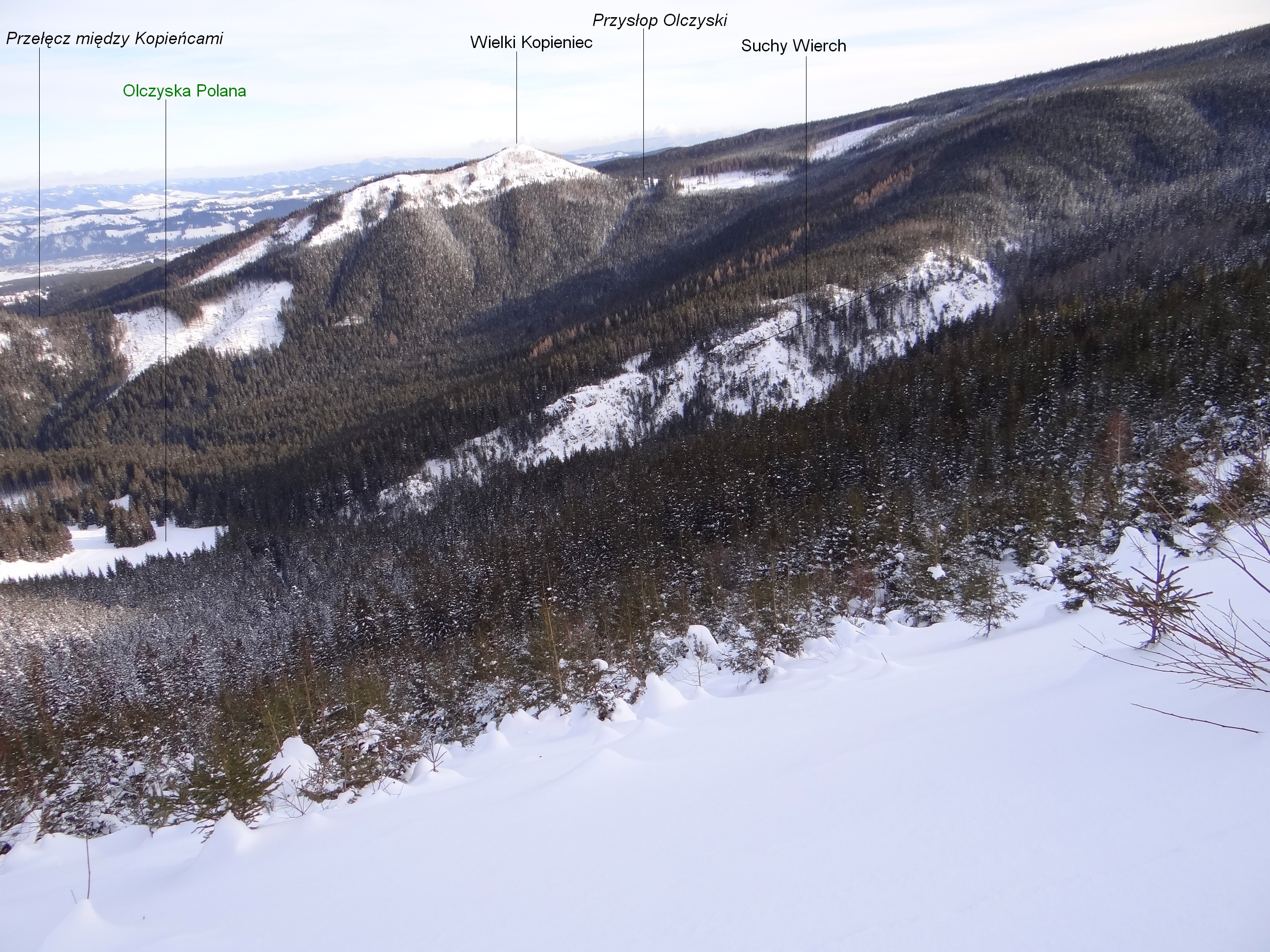
Widok ze Skupniowego Upłazu

Suchy Wierch Olczyski – grzbiet wznoszący się nad południowo-wschodnim skrajem Olczyskiej Polany w polskich Tatrach Zachodnich. Dzieli on górną część Doliny Olczyskiej na dwie odnogi: wschodnią i zachodnią. Odchodzi od Królowego Grzbietu w północno-zachodnim kierunku. Początkowo jest tylko ledwo zauważalną wypukłością, jednak im dalej od Królowego Grzbietu, tym bardziej wznosi się nad otoczeniem, a jego stoki są coraz bardziej strome. Zbudowany jest ze skał wapiennych, ale z rzadka spotkać można też granitowe głazy przywleczone przez lodowiec z Tatr Wysokich. W najwyższym punkcie osiąga wysokość 1225 m n.p.m. Jest całkowicie porośnięty lasem, ale w jego stokach, szczególnie orograficznie lewych występują nagie skałki. Występują też nieliczne, naturalnego pochodzenia kępy kosodrzewiny, poniżej jej normalnego pionowego zasięgu.